# Championnat du monde Red Bull de course aérienne 2019
Navigation
Championnat 2018
Le Championnat du monde Red Bull Air Race 2019 (Red Bull Air Race World Championship 2019 en anglais) est la douzième et dernière édition du Championnat Red Bull de course aérienne se déroulant du 8 février au 9 novembre. Les pilotes volent pour remporter le titre de champion gagné par Martin Šonka lors de la saison précédente.

## Master class

### Réglementation
- Tous les concurrents ont le même moteur à six cylindres Lycoming Thunderbolt AEIO-540-EXP, les mêmes hélices tripales Hartzell et le même échappement[2]. Les avions ont ainsi des performances semblables.
- Les pylônes sont faits d’un matériel en nylon léger, de même type que les voiles des bateaux, les rendant extrêmement facile à éclater s’ils venaient à être coupés par les ailes ou l'hélice des avions.
- La hauteur des pylônes a elle aussi été augmentée passant de 20 à 25 mètres afin que les pilotes aient une plus grande amplitude de passage.
- Attribution de points supplémentaires lors de la course de qualification
- Attribution de 5 points supplémentaires pour les participants au Round of 8
- Attribution de 3 points supplémentaires pour les participants du carré final

Qualification :
| Position | 1er | 2e | 3e |
| Points   | 3   | 2  | 1  |
| -------- | --- | -- | -- |

Course :
| Position | 1er | 2e | 3e | 4e | 5e | 6e | 7e | 8e | 9e | 10e | 11e | 12e | 13e | 14e |
| Points   | 25  | 22 | 20 | 18 | 14 | 13 | 12 | 11 | 5  | 4   | 3   | 2   | 1   | 0   |
| -------- | --- | -- | -- | -- | -- | -- | -- | -- | -- | --- | --- | --- | --- | --- |

### Pénalités
1 seconde :
- Facteur de charge supérieur à 11G
- Fumigène non activé et/ou défectueux
- Vitesse d'entrée entre 200.01 et 200.99 knots

2 secondes :
- Angle incorrect au passage d'une porte (angle supérieur à 10°)
- Hauteur trop élevée au passage d'une porte
- Descente ou monté au passage d'une porte

3 secondes :
- 1er pylône heurté
- 2e pylône heurté

Disqualification ou Did not finish :
- Facteur de charge supérieur à 12G
- 3e pylône heurté
- Ordre du directeur de course ignoré
- Vol dangereux
- Franchissement de la ligne de sécurité
- Vitesse d'entrée supérieur à 201.00 knots

### Participants
| Classement 2018 | Numéro | Pilote            | Équipe                   | Avion             | Saisons disputées | Meilleur classement |
| --------------- | ------ | ----------------- | ------------------------ | ----------------- | ----------------- | ------------------- |
| 1               | 8      | Martin Šonka      | Red Bull Team Šonka      | Zivko Edge 540 V3 | 6                 | 1er                 |
| 2               | 95     | Matt Hall         | Matt Hall Racing         | Zivko Edge 540 V3 | 7                 | 2e                  |
| 3               | 99     | Michael Goulian   | Team Goulian             | Zivko Edge 540    | 10                | 3e                  |
| 4               | 11     | Mikael Brageot    | #11 Racing               | MXR MXS-R         | 2                 | 4e                  |
| 5               | 31     | Yoshihide Muroya  | Team Falken              | Zivko Edge 540 V3 | 7                 | 1er                 |
| 6               | 10     | Kirby Chambliss   | Team Chambliss           | Zivko Edge 540 V3 | 11                | 1er                 |
| 7               | 24     | Ben Murphy        | Blades Racing Team       | Zivko Edge 540    | 1                 | 7e                  |
| 8               | 84     | Pete McLeod       | Team McLeod              | Zivko Edge 540 V3 | 7                 | 3e                  |
| 9               | 26     | Juan Velarde      | Team Velarde             | Zivko Edge 540    | 4                 | 8e                  |
| 10              | 27     | Nicolas Ivanoff   | Team Hamilton            | Zivko Edge 540    | 11                | 4e                  |
| 11              | 12     | François Le Vot   | FLV Racing Team 12       | Zivko Edge 540 V3 | 4                 | 11e                 |
| 12              | 21     | Matthias Dolderer | Matthias Dolderer Racing | Zivko Edge 540 V3 | 7                 | 1er                 |
| 13              | 18     | Petr Kopfstein    | Team Spielberg           | Zivko Edge 540 V3 | 3                 | 5e                  |
| 14              | 5      | Cristian Bolton   | Cristian Bolton Racing   | Zivko Edge 540    | 2                 | 13e                 |

### Épreuves
| N° | Date (Qualifications et course) | Ville     | Lieu                              | Édition | Vainqueur        | Meilleur temps des qualifications |
| -- | ------------------------------- | --------- | --------------------------------- | ------- | ---------------- | --------------------------------- |
| 91 | 8 février - 9 février           | Abou Dabi | Port Zayed - Corniche d’Abu Dhabi | 12e     | Yoshihide Muroya | Yoshihide Muroya                  |
| 92 | 15 juin - 16 juin               | Kazan     |                                   | 3e      | Yoshihide Muroya | Mikael Brageot                    |
| 93 | 13 juillet - 14 juillet         | Zamárdi   | Sur le lac Balaton                | 1er     | Matt Hall        | Martin Šonka                      |
| 94 | 7 septembre - 8 septembre       | Chiba     | Devant le Chiba Marine Stadium    | 5e      | Yoshihide Muroya | Juan Velarde                      |

### Classements
| Classement | Pilote            | Drapeau des Émirats arabes unis | Drapeau de la Russie | Drapeau de la Hongrie | Drapeau du Japon | Total des points |
| ---------- | ----------------- | ------------------------------- | -------------------- | --------------------- | ---------------- | ---------------- |
| 1          | Matt Hall         | 14                              | 22                   | 25                    | 20               | 81               |
| 2          | Yoshi Muroya      | 25+3                            | 25                   | 2                     | 25               | 80               |
| 3          | Martin Šonka      | 22                              | 20+2                 | 18+3                  | 1+2              | 68               |
| 4          | Pete McLeod (en)  | 5+2                             | 5                    | 20                    | 18               | 50               |
| 5          | Ben Murphy        | 1                               | 14                   | 22                    | 11               | 48               |
| 6          | Kirby Chambliss   | 11                              | 2                    | 13                    | 22               | 48               |
| 7          | Nicolas Ivanoff   | 18                              | 17                   | 3                     | 14               | 47               |
| 8          | Mikael Brageot    | 12                              | 11+3                 | 4+1                   | 13               | 44               |
| 9          | Michael Goulian   | 20+1                            | 4                    | 12                    | 5                | 42               |
| 10         | Juan Velarde      | 13                              | 3                    | 14+2                  | 4+3              | 39               |
| 11         | François Le Vot   | 2                               | 18+1                 | 0                     | 12+1             | 34               |
| 12         | Cristian Bolton   | 0                               | 13                   | 11                    | 3                | 27               |
| 13         | Petr Kopfstein    | 4                               | 1                    | 5                     | 0                | 10               |
| 14         | Matthias Dolderer | 3                               | 0                    | 1                     | 2                | 6                |

| Sigle | Terminologie     |
| ----- | ---------------- |
| AD    | Absent du départ |
| AB    | Abandon          |
| DQ    | Disqualifié      |

## Challenger Cup

### Réglementation
- Tous les concurrents volent sur des Edge 540 fournis par Red Bull.
- Chaque pilote participera à au moins quatre courses.
- Les quatre meilleurs scores de chacun seront additionnés.
- Les six meilleurs pilotes seront conviés à participer à la finale.
- Le facteur de charge autorisé doit être inférieur à 10G sinon 2 secondes
- DNF si le pilote prend 11G pendant le run

| Position | 1er | 2e | 3e | 4e | 5e | 6e - 11e |
| Points   | 10  | 8  | 6  | 4  | 2  | 0        |
| -------- | --- | -- | -- | -- | -- | -------- |

### Participants
| Pays                                        | Pilote            |
| ------------------------------------------- | ----------------- |
| Drapeau de la France                        | Mélanie Astles    |
| Drapeau de l'Allemagne                      | Florian Berger    |
| Drapeau de la République populaire de Chine | Kenny Chiang      |
| Drapeau des États-Unis                      | Kevin Coleman     |
| Drapeau de l'Italie                         | Dario Costa       |
| Drapeau de la Pologne                       | Luke Czepiela     |
| Drapeau d'Afrique du Sud                    | Patrick Davidson  |
| Drapeau des États-Unis                      | Sammy Mason       |
| Drapeau de la Suède                         | Daniel Ryfa       |
| Drapeau de l'Autriche                       | Patrick Strasser  |
| Drapeau de la France                        | Baptiste Vignes   |
| Drapeau de la Suisse                        | Vito Wyprächtiger |

### Épreuves
| Classement | Pilote            | Drapeau des Émirats arabes unis | Drapeau de la Russie | [ 4 ] | Drapeau de la Hongrie | Drapeau de la Hongrie | Drapeau du Japon      | Total des points |
| ---------- | ----------------- | ------------------------------- | -------------------- | ----- | --------------------- | --------------------- | --------------------- | ---------------- |
| 1          | Daniel Ryfa       |                                 | 6                    |       | 10                    | 8                     | P A S D E C O U R S E | 24               |
| 2          | Florian Berger    | 10                              |                      | 10    |                       |                       | P A S D E C O U R S E | 20               |
| 3          | Dario Costa       | 2                               |                      |       | 8                     | 10                    | P A S D E C O U R S E | 20               |
| 4          | Kenny Chiang      |                                 | 10                   | 6     |                       |                       | P A S D E C O U R S E | 16               |
| 5          | Sammy Mason       | 4                               | 8                    | 2     |                       |                       | P A S D E C O U R S E | 14               |
| 6          | Patrick Davidson  |                                 | 0                    | 8     |                       | 6                     | P A S D E C O U R S E | 14               |
| 7          | Kevin Coleman     | 6                               | 4                    |       |                       |                       | P A S D E C O U R S E | 10               |
| 8          | Mélanie Astles    | 8                               |                      |       | 2                     |                       | P A S D E C O U R S E | 10               |
| 9          | Baptiste Vignes   |                                 |                      | 4     | 6                     |                       | P A S D E C O U R S E | 10               |
| 10         | Patrick Strasser  |                                 | 2                    | 0     | 4                     |                       | P A S D E C O U R S E | 6                |
| 11         | Luke Czepiela     | 0                               |                      |       |                       | 4                     | P A S D E C O U R S E | 4                |
| 12         | Vito Wyprächtiger |                                 |                      |       | 0                     | 2                     | P A S D E C O U R S E | 2                |

| Sigle | Terminologie                                |
| ----- | ------------------------------------------- |
|       | Ne participe pas à la course                |
|       | Non pris en compte dans le classement final |